# 大森光彦
大森光彦（おおもりみつひこ、1892年（明治25年）6月13日 - 1954年（昭和29年）5月19日）は、日本の陶芸家。長野県上伊那郡朝日村（現辰野町）出身。愛知県立瀬戸窯業学校（現愛知県立瀬戸窯業高等学校）卒業。
長野県庁に勤務する傍ら善光寺焼を手伝う。上京し川崎市で働いた後、1924年（大正13年）東京府中野町に東野窯を開き陶磁器制作に専念し、松屋銀座や日本橋白木屋で個展を開く。1933年からは日本美術協会の審査員。その後東京工芸学校の講師を務め、興亜院、大東亜省、文部省の委嘱で中国大陸に渡った。
真紅の鶏血釉や青磁に傾倒した。
弟子に辻輝子などがいる。

## 著書
- 「陶磁器及上絵楽焼の釉薬と絵具の調合法-実地応用」 泉秀堂、1925年
- 「粘土細工と其楽焼の仕方」 図画手工社、1925年
- 「趣味の陶芸」 誠文堂、1929年
- 「陶窯巡り」 太陽堂書店、1930年
- 「陶磁工芸の鑑賞」 成好堂、1931年